# Triviella verhoefi
Triviella verhoefi is een slakkensoort uit de familie van de Triviidae. De wetenschappelijke naam van de soort is voor het eerst geldig gepubliceerd in 1981 door Gosliner & Liltved.